# Grace Fulton
Grace Caroline Fulton (17 de juliol de 1996) és una actriu i ballarina estatunidenca. És coneguda per interpretar una jove Melinda Gordon a Ghost Whisperer, Haley Farrell a Bones i la versió jove de Natalie Wood a The Mystery of Natalie Wood. També va interpretar el personatge de Sydney Briggs a Home of the Brave. Va protagonitzar la pel·lícula de televisió Back When We Were Grownups, interpretant Young Biddy. El 2017 va aparèixer a la pel·lícula Annabelle 2: La creació i va treballar de nou amb el mateix director interpretant Mary Bromfield a la pel·lícula de superherois Shazam!, del 2019. Va repetir el paper de Mary Bromfield, aquesta vegada com a versió adolescent i superheroïna, a la seqüela, Shazam! Fury of the Gods.